# Мартиросов, Андрей Зарменович
Мартиросов Андрей Зарменович (род. 9 января 1968, Киев) — российский управленец, юрист, лицензированный пилот, генеральный директор и председатель правления ПАО «Авиакомпания «ЮТэйр». Председатель правления Ассоциации эксплуатантов воздушного транспорта России и почётный член Ассоциации вертолётной индустрии. 

## Биография
Окончил юридический факультет Киевского государственного университета имени Тараса Шевченко.
С 1990 года  — на различных должностях[каких?] в районах Крайнего Севера и Заполярья в Тюменском управлении Гражданской авиации МГА СССР. В 1992 году управление было преобразовано в АООТ «Авиакомпания «Тюменьавиатранс», а в 2002 году переименовано в ПАО «Авиакомпания «ЮТэйр».
1993-1999 гг. — заместитель генерального директора АООТ «Авиакомпания «Тюменьавиатранс».
1996-1999 гг. — директор компании «Сургутавиа» — филиала ОАО «Авиакомпания «Тюменьавиатранс».
21 января 1999 г. избран генеральным директором ОАО «Авиакомпания «Тюменьавиатранс» (с 2002 г. — ПАО «Авиакомпания «ЮТэйр»). На 2025 год «ЮТэйр» осуществляет перевозки на самолётах и вертолётах, техническое обслуживание и ремонт авиационной техники, аэропортовое и наземное обслуживание воздушных судов, подготовку авиационного персонала. «ЮТэйр» входит в Топ-4 авиакомпаний России и в перечень системообразующих компаний РФ. Неоднократно[когда?] авиакомпания становилась самым пунктуальным российским перевозчиком. Авиакомпания «ЮТэйр» — мировой лидер по величине и грузоподъемности флота, входит в пятерку мировых вертолётных компаний по выручке и налёту, более 30 лет сотрудничал с ООН в качестве подрядчика по обслуживанию миротворческих миссий.
Член Российского союза юристов и попечительского совета Тюменского государственного университета.

## Награды
- «Отличник воздушного транспорта» (2003)[10]
- Заслуженный работник транспорта Ханты-Мансийского автономного округа (2004)[5]
- «Предприниматель года» в России по версии Ernst & Young (2005)[17]
- Орден Почаевской иконы Пресвятой Богородицы Украинской Православной Церкви Московской Патриархии[18]
- Орден «За заслуги» Республики Ингушетия (2014)[18]
- Медаль Ассоциации Вертолётной Индустрии «За вклад в международное сотрудничество в вертолётной индустрии» (2017)[19]
- Орден Преподобного Серафима Саровского III степени Русской Православной Церкви (2018)[20]
- Медаль Русской Православной Церкви за участие в Патриаршем проекте «Русская Арктика» (2018)[21]
- Орден Преподобного Серафима Саровского II степени Русской Православной Церкви (2023)[22]
- Заслуженный работник транспорта РФ (2023)[1]